# بجوي إبراهيم أفندي
پچوي إبراهيم أفندي أو بجويلي إبراهيم أفندي (بالتركية العثمانية: پچویلی ابراهیم افندى) (1572م-1650م) هو مؤرخ بشناقي من الدولة العثمانية، وُلد في المجر. عمه هو فرحات باشا الصقللي والي البوسنة في العهد العثماني.

## الحياة الشخصية
ولد إبراهيم أفندي في بيج (تُنطق: پِتش) في المجر التابعة للدولة العثمانية آنذاك، ومن هنا جاءت نسبته، پجوي. كانت والدته من عائلة صقللفيتش البشناقية، أما والده فغير معروف. كان جده لأبيه فارساً سپاهيًا يدعى قرەداود آغا وعمل في خدمة السلطان محمد الفاتح.
كان مسؤولًا إقليميًا في العديد من الأماكن، وأصبح مؤرخًا بعد تقاعده عام 1641م. تحدث التركية والبوسنية جيدًا. سنة وفاته غير معروفة. وحسب ما ذكره المؤرخ العثماني كاتب شلبي، فإن إبراهيم أفندي توفي عام 1061هـ (1650 ميلادي). لكن بعض المؤرخين يعتقدون أنه توفي قبل عام 1649م.

## أعماله
اشتهر إبراهيم أفندي بكتاب من مجلدين هو «تاريخ بجوي» أو «تاريخ بجوي إبراهيم أفندي» الذي تناول فيه التاريخ السياسي والعسكري للدولة العثمانية، وهو المرجع الرئيسي للفترة الممتدة بين سنتي 1520م و1640م. أخذ إبراهيم بجوي المعلومات حول الأحداث القديمة من أعمال سابقة ومن قدامى المحاربين. وقد وصف الأحداث التي مر بها مباشرة ومن حكايات الشهود. وقد أشار إبراهيم أفندي إلى جميع الاقتباسات التي اقتبسها. كان أيضًا من أوائل المؤرخين العثمانيين الذين استخدموا مصادر أوروبية مكتوبة؛ حيث أنه أشار إلى المؤرخين المجريين على سبيل المثال. تُرجمت أجزاء من عمله هذا إلى الألمانية والمجرية والجورجية والأذرية.